# Baicaline
La baicaline est un composé chimique de la famille des flavones. C'est plus précisément un hétéroside, le glucuronide d'une flavone, la baicaléine. On la trouve dans plusieurs espèces du genre  Scutellaria, et en particulier la scutellaire (Scutellaria lateriflora).
Il y a en général un taux de 10 mg·g-1 de baicaline dans les feuilles de scutellaire à casque (Scutellaria galericulata). Elle est présente dans l'herbe médicinale chinoise Huang-chin (Scutellaria baicalensis).
C'est l'un des ingrédients actifs du Sho-Saiko-To, un complément alimentaire d'herbe dont on dit qu'il améliore la santé du foie.
La baicaline est un inhibiteur connu de la prolyle endopeptidase et qui affecte aussi les récepteurs GABA.